# تاسکان
تاسکان (روسی: Таскан) یک رود در استان ماگادان کشور روسیه است.